# Горбах (Вестервальд)
Горбах (нім. Horbach) — громада в Німеччині, розташована в землі Рейнланд-Пфальц. Входить до складу району Вестервальд. Складова частина об'єднання громад Монтабаур.
Площа — 3,94 км2. Населення становить 693 ос. (станом на 31 грудня 2020).